# Kleiner Plessower See
Der Kleine Plessower See liegt bei Werder an der Havel im Landkreis Potsdam-Mittelmark etwa 15 km westlich von Potsdam, westlich der Gemeinde Plessow. Er ist unzugänglich zwischen der Bundesautobahn 10, der Bundesstraße 1 und dem Großen Plessower See gelegen. Angrenzende Ortschaft ist Neu Plötzin.

## Geographie
Der See ist Teil des Naturschutzgebietes (NSG) Kleiner Plessower See in der Brandenburger Havelniederung. Das NSG weist als Feuchtgebiet mit einem Flachsee und kalkreichen Verlandungs- und Quellmooren als Ufergebiet insgesamt eine Fläche von 104 ha auf. Ein Teil dieser Fläche befindet sich im Eigentum der NABU-Stiftung Nationales Naturerbe. Um den See herum haben sich großflächig Niedermoorböden gebildet, als seit dem Mittelalter ein in Brandenburg bestehender Mühlenstau die Niederung jährlich über Monate überflutete. Heute wird auf den Feuchtwiesen Weidewirtschaft betrieben. Der See weist breite Verlandungszonen mit Röhrichten, Seggenrieden und Erlenbruchwäldern auf.

## Frühe Besiedlung
In der Gegend von Kemnitz am nördlichen Ufer des Großen Plessower Sees in der Vogelsangheide befindet sich eine der größten Begräbnisstätten der Semnonen mit über 1000 Fundstellen aus dem 1.–4. Jahrhundert n. Chr. Neben Waffen und römischen Metallgefäßen wurden auch Gold und Silber gefunden. Um das Jahr 700 n. Chr. erreichten slawische Siedler (Wenden) diese Gegend. Durch die Vermischung der restlichen Germanen, welche die Havel Habula nannten, entstand im Neuhochdeutschen der Stammesname Heveller, aus dem sich dann die heutige Bezeichnung Havel ableitete.

## Geologie
Wie fast alle Seen Brandenburgs ist auch der Kleine Plessower See Zeugnis der letzten Eiszeit. Solche Seen entstanden durch Ausschürfungen von Gletscherzungen oder als sog. Rinnenseen in den Abflussbahnen eiszeitlicher Schmelzwässer. Zahllose, vor allem kleinere Seen, füllen Hohlformen aus, die nach dem Rückzug des Inlandeises zurückblieben und später abgeschmolzene Toteisblöcke hinterließen. Flachseen entstanden dort, wo nacheiszeitlich ansteigendes Grundwasser kleine und größere Geländesenken füllte.

## Hydromorphologie
Der Kleine Plessower See ist ein mäßig kalkhaltiger Klarwassersee, der von der Nährstoffzufuhr auf Grund landwirtschaftlicher Nutzung und des Zuflusses aus der angrenzenden Grundmoränenplatte noch leicht eutroph (nährstoffhaltig) ist, allerdings mit Tendenz zu einem mesotrophen Status.
Die durchschnittliche Wassertiefe liegt 1,20 m, die tiefste Stelle reicht bis 4,50 m. Die Sichttiefen liegen im Sommer bei 2 m, der Seegrund ist modrig. Auf der Ostseite des Sees Richtung Plessow befindet sich eine Kiesbank.

## Ökologie
Klarwasserseen sind seltene und überaus wertvolle Lebensräume. Sie unterliegen dem Schutz der FFH-Richtlinie und wurden in Brandenburg umfassend in das europäische Schutzgebietssystem Natura 2000 integriert. Allen Klarwasserseen ist eines gemeinsam: Sie haben einen zumeist sehr schütteren Röhrichtgürtel aus Schilf oder Binsen-Schneide (Cladium mariscus). Hingegen ist die Unterwasservegetation aus Armleuchteralgen und Laichkräutern oft üppig und je nach Wassertiefe vom Ufer aus deutlich gegliedert. Makrozoobenthos, Makrophyten und Limnochemie des eutrophen Flachsees Kleiner Plessower See wurden im Jahr 2002 untersucht. Der See besitzt eine bemerkenswerte Flora und Fauna, mit zahlreichen gefährdeten Wasserkäferarten und Süßwassermollusken. Im Untersuchungsjahr wurde ein Phytoplankton-dominiertes Stadium angetroffen, so dass die submerse Flora (z. B. Najas marina ssp. intermedia, Utricularia vulgaris und U. minor) nur in rudimentären Beständen angetroffen wurde. Eine hohe Bedeutung haben jedoch die ausgedehnten Röhrichte und Verlandungsbänke mit Initialstadien der Erlenbrüche.
Der Kleine Plessower See ist vom Typus her als Schleie-Hecht-See zu charakterisieren mit vorwiegendem Bestand an Schleie, Hecht, Aal, Plötze, Rotfeder, Barsch. Es gibt auch noch Nachweise für das Moderlieschen und den Dreistachligen Stichling. Auch der Bitterling (Rhodeus amarus), der nach Anhang II der FFH-Richtlinie schützenswert ist, ist nachgewiesen und findet auf Grund des Vorkommens an Teichmuscheln gute Bedingungen für die Fortpflanzung.
Eine fischereiwirtschaftliche Nutzung des Gewässers erfolgt im Frühjahr und Herbst.
An z. T. seltenen Vögeln werden u. a. nachgewiesen: Beutelmeise, Braunkehlchen, Rohrammer, Rohrdommel, Blaukehlchen, Neuntöter, Eisvogel, Rohrweihe (brütet), Kranich (brütet), Drosselrohrsänger, Sumpfrohrsänger, Schilfrohrsänger, Zwergtaucher, Sperbergrasmücke, Rohr- und Feldschwirl. An Greifvögeln sind anzutreffen: Habicht und Seeadler. Letzterer ist ein häufiger Gast und soll sich nach Meinung von Experten wohl dauerhaft ansiedeln.
Auch Edellibellenarten wie die große und kleine Königslibelle (Anax imperator und parthenope) und die blau-grüne Aeshna cyanea sind häufig anzutreffen.
Das NSG und seine Umgebung sind in den Wintermonaten ein wichtiger Rastplatz für Zugvögel wie Seidenschwanz, Grau- und Saatgans, Waldsaatgans, Blässgans, Gänsesäger, Schellente, Silberreiher (in großer Zahl), Raufußbussard.
Landwirtschaftliche Nutzung findet um den See herum in Form extensiver Viehweide statt.
Jagd erfolgt vorwiegend auf Niederwild, Reh- und Schwarzwild.

## Naturschutz
Mit Verordnung (Schutzgebietsverordnung) vom 6. Dezember 2002 erhielt der Kleine Plessower See mit seinen Uferbereichen (insgesamt 104 ha) den Status eines Naturschutzgebietes (NSG).
Wie die meisten NSG hat auch das NSG Kleiner Plessower See zusätzlich eine Bedeutung als Fauna-Flora-Habitat-Gebiet (FFH) und gehört damit zum europäischen Schutzgebietssystem Natura 2000. Der See ist klassifiziert als Lebensraumtyp 3140: Oligo-mesotrophe kalkhaltige Stillgewässer mit benthischer Armleuchteralgen-Vegetation. Weitere FFH-Klassifikationen für das gesamte NSG sind 6430: Feuchte Hochstaudenfluren und 7210: Sümpfe und Röhrichte mit Schneiden. Schützenswerte Arten nach Anhang II der FFH-Richtlinien sind Rhodeus amarus (Bitterling), Anisus vorticulus (Zierliche Tellerschnecke), Vertico angustior (Schmale Windelschnecke), Vertico moulinsiana (Bauchige Windelschnecke).
Der See besitzt eine bemerkenswerte Flora und Fauna mit zahlreichen gefährdeten Wasserkäferarten und Süßwassermollusken. Besonders hervorzuheben sind die Vorkommen des Großen Kolbenwasserkäfers (Hydrophilus piceus), des Gaucklers (Cybister lateralimarginalis) und die Mollusken Anisus spirorbis, Anisus vorticulus, Gyraulus acronicus, Gyraulus riparius, Sumpf-Kiemenschnecke (Valvata macrostoma), Pisidium hibernicum, sowie Pisidium pseudosphaerium.
Schützenswerte Pflanzen sind u. a. Armleuchteralgen, Laichkräuter, Nixenkraut- und Wasserschlauchgesellschaften, Binsen-Schneide (Cladium mariscus), Caricion davallianae, Krebsschere, Rohrkolben.

## Monitoring
Laufend finden von den Schutzgebietsbetreuern des NABU faunistische und floristische Bestandserfassungen statt, deren Ergebnisse an das Portal Naturgucker gemeldet werden.

## Bilder

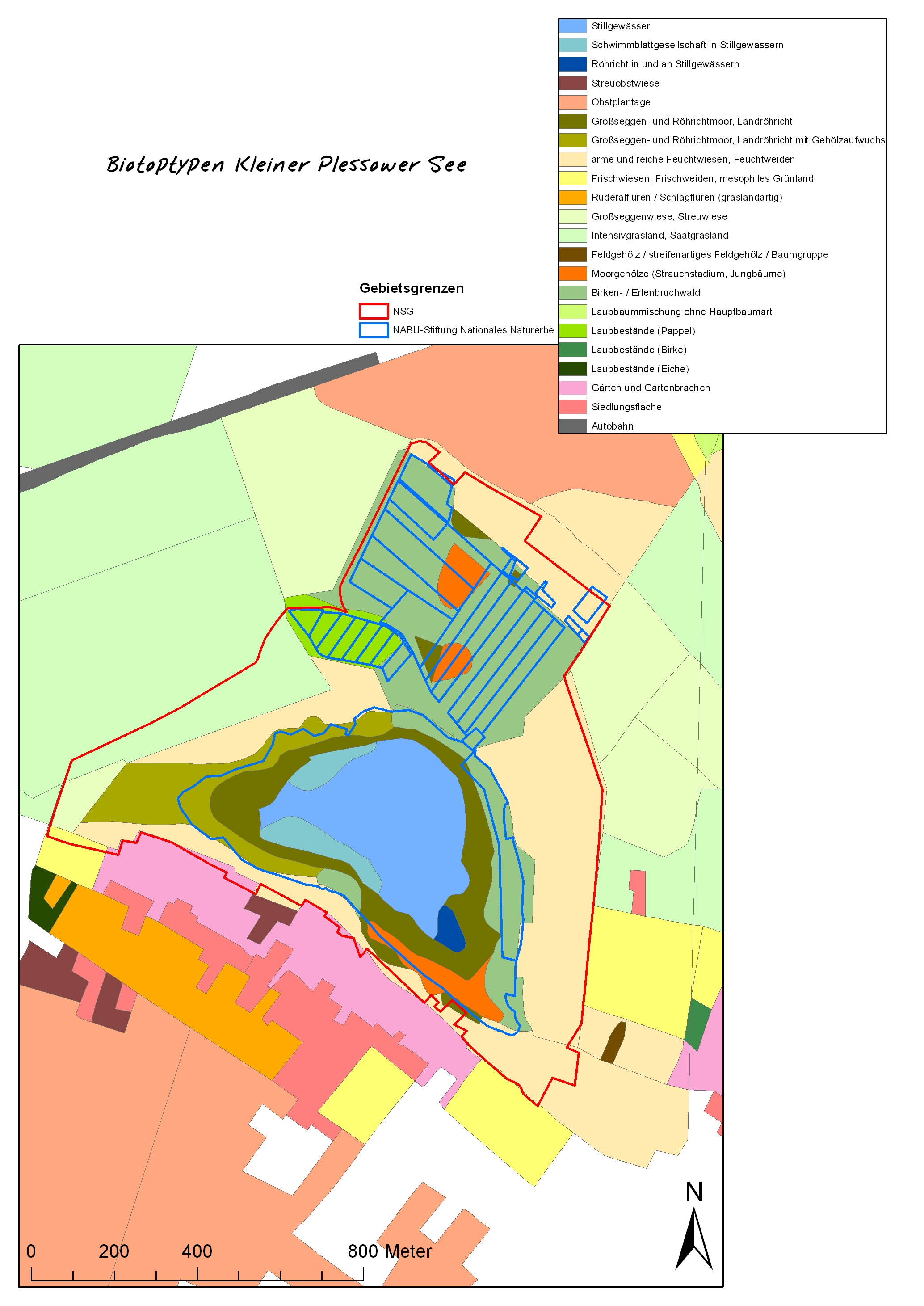
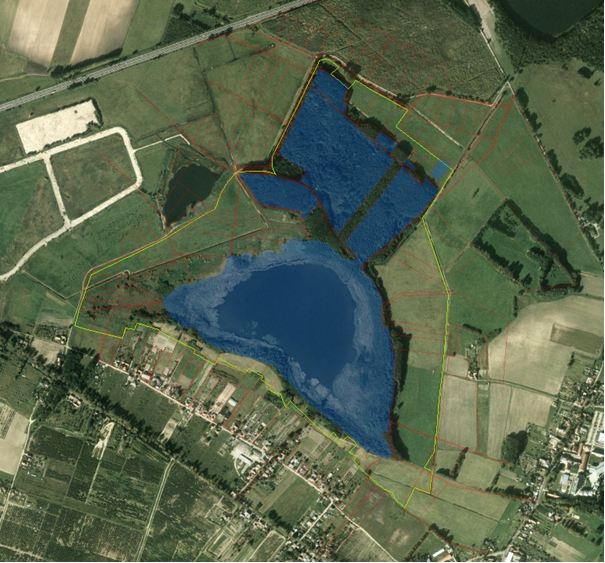